# Arthur Mercante
Arthur Mercante Sr. (ur. 27 stycznia 1920, zm. 10 kwietnia 2010) − amerykański międzynarodowy sędzia pięściarski.
W młodości amatorsko boksował. Podczas II wojny światowej służył w marynarce wojennej, jego dowódcą był zawodowy mistrz świata wagi ciężkiej Gene Tunney.
Zawodowym sędzią ringowym był od 1954 do 2001 roku. Sędziował wiele walk o mistrzostwo świata, w tym tzw. "walkę stulecia" pomiędzy Muhammadem Ali a Joem Frazierem z 8 marca 1971 roku. W 1995 roku wpisano go do Międzynarodowej Galerii Sław Boksu (IBHOF). W 2006 roku zostały wydane jego wspomnienia pt. Inside the Ropes.